# System Integracji Środkowoamerykańskiej
System Integracji Środkowoamerykańskiej (SICA, hiszp. Sistema de la Integración Centroamericana) – organizacja międzynarodowa powołana w 1991 roku, której celem jest wspieranie integracji politycznej, gospodarczej i społecznej krajów Ameryki Środkowej. SICA rozpoczęła funkcjonowanie 1 lutego 1993 roku, a jej siedziba znajduje się w San Salvador w Salwadorze.
Do Systemu Integracji Środkowoamerykańskiej należy osiem państw członkowskich. Osiem państw posiada status obserwatora.

## Instytucje
Wśród instytucji organizacji znajdują się między innymi:
- Parlament Środkowoamerykański
- Środkowoamerykański Trybunał Sprawiedliwości[2]

## Członkowie
- Belize
- Dominikana
- Gwatemala
- Honduras
- Kostaryka
- Nikaragua
- Panama
- Salwador

### Obserwatorzy regionalni
- Meksyk
- Chile
- Brazylia
- Argentyna
- Peru
- Stany Zjednoczone
- Ekwador
- Urugwaj
- Kanada
- Boliwia
- Haiti

### Obserwatorzy pozaregionalni
- Tajwan
- Hiszpania
- Niemcy
- Włochy
- Japonia
- Australia
- Korea Południowa
- Francja
- Stolica Apostolska
- Wielka Brytania
- Unia Europejska
- Nowa Zelandia
- Maroko
- Katar
- Turcja
- Zakon Maltański
- Serbia
- Rosja
- Szwecja
- Egipt
- Gruzja
- Zjednoczone Emiraty Arabskie
- Grecja
- Holandia